# Botho Strauß
Botho Strauß (ur. 2 grudnia 1944 r. w Naumburg) – pisarz i dramaturg niemiecki. Przez długie lata jego dramaty należały do najchętniej granych na niemieckich scenach.
Botho Strauß żyje do dzisiaj w Berlinie i w Marchii Wkrzańskiej.

## Dzieła
- Die Hypochonder (1972)
- Bekannte Gesichter, gemischte Gefühle (1974)
- Marlenes Schwester (1975)
- Trilogie des Wiedersehens (1976)
- Die Widmung (1977)
- Groß und Klein (1978)
- Rumor (1980)
- Kalldewey, Farce (1981)
- Paare, Passanten (1981)
- Der Park (1983)
- Der junge Mann (1984)
- Die Fremdenführerin (1986)
- Niemand anderes (1987)
- Besucher (1988)
- Sieben Türen (1988)
- Über Liebe (1989)
- Schlusschor (1991)
- Die Zeit und das Zimmer (1991)
- Angelas Kleider (1991)
- Beginnlosigkeit (1992)
- Das Gleichgewicht (1993)
- Wohnen, Dämmern, Lügen (1994)
- Die Fehler des Kopisten (1997)
- Der Kuss des Vergessens (1998)
- Die Ähnlichen (1998)
- Der Narr und seine Frau heute abend in Pancomedia (2001)
- Die Nacht mit Alice, als Julia ums Haus schlich (2003)
- Der Untenstehende auf Zehenspitzen (2004)
- Schändung (2005)
- Die eine und die andere (2005)
- Nach der Liebe beginnt ihre Geschichte (2005)

## Opracowania
- Strauß lesen. Hrsg. von Michael Radix. München 1987. 3446146318
- Stefan Willer: Botho Strauß zur Einführung, Hamburg: Junius, 2000, ISBN 3-88506-317-4
- Michael Wiesberg: Botho Strauß. Dichter der Gegen-Aufklärung (Perspektiven 3) Dresden: Edition Antaios 2002. ISBN 3-935063-03-2